# San Antonio de Areco (partido)
Pour la ville, voir San Antonio de Areco.
San Antonio de Areco est un partido de la province de Buenos Aires fondée en 1730 dont la capitale est San Antonio de Areco.